# Þingvellir
64°15′29″N 21°07′30″V / 64.25806°N 21.12500°V
Þingvellir (islandsk: [ˈθiŋgˌvɛdlɪr]), på dansk også Thingvellir eller (især tidligere) T(h)ingvalla, er et område og en nationalpark i det sydvestlige Island 40 km øst for Reykjavík. Stedet er Altingets historiske mødested. Det ligger også ved brudlinjen mellem den nordamerikanske og den europæiske tektoniske plade. Navnet betyder "tingslette".

## Historisk betydning
Her samledes islændingene for første gang i år 930 for at løse stridigheder og vedtage nye love. Det er uklart, hvordan det hele startede, men kort tid inden var bonden på gården Blåskog øst for tingstedet på Kjalarnes dømt fredløs for drabet på en anden bondes træl eller løysing. Hans jord blev derfor konfiskeret, og gjort til tingsted for hele Island. Tingdeltagerne blev enige om at basere gældende lov på den norske gulatingslov,  dvs. lovværket for Vestlandet.  Samtidig med Alltingets oprettelse ændrede man vandløbet Øksarå, så åen kom til at løbe gennem tingstedet.
Selv efter Islands union med Norge fortsatte tingmøderne. Þingvellir var nationens mødested frem til 1798, altså i alt i 868 år, indtil den danske øvrighed opløste tinget.
Den øverste ledelse i den islandske fristat, indtil 1262, var Altinget, der mødtes på Þingvellir. Altinget var en lovgivende og dømmende forsamling. Der udarbejdedes løsningsforslag til konflikter fra landets forskellige egne. Oprindeligt samledes Altinget i de sidste 14 dage i juni måned hvert år, men senere var det i en uges tid i begyndelsen af juli måned.
Tingmøderne blev genoptaget i 1844, da de blev flyttet til Reykjavík, hvor Altinget siden har ligget. Det islandske parlament er dermed verdens ældste fungerende parlament.
På Þingvellir blev den islandske republik udråbt den 17. juni 1944.
I 2004 blev stedet optaget på UNESCOs verdensarvsliste.

## Seværdigheder
Ud over sin historiske betydning er Þingvellir også kendt for sit interessante geologiske landskab. Tingstedet er omgivet af stejle vægge af sten og vulkansk lava, fra den tid søen, Tingvallavatn, opstod gennem en sprække mellem kontinenterne for tusind år siden. I området er der mange jordskælv. Området blev nationalpark i 1928.
Stedet er sammen med vandfaldet Gullfoss og gejserne i Haukadalur landets mest berømte seværdigheder, som kan besøges på den såkaldte "gyldne cirkel", en meget brugt rute for endagesture fra Reykjavik.
Det er muligt at dykke mellem de to kontinentalplader. Vandet er krystalklart ferskvand med meget lang sigtbarhed. Flere firmaer i Reykjavik arrangerer dykkerture til området. Stedet regnes for et af de bedste dykkersteder i verden.